# Hyomandibula

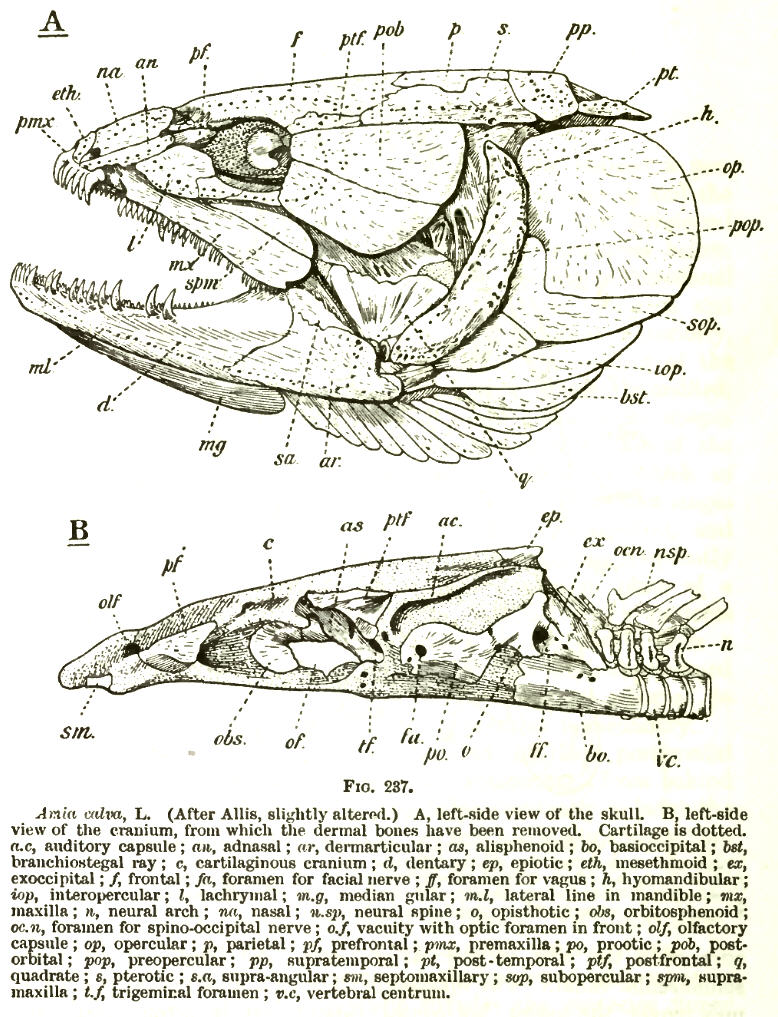
Lebka kaprouna obecného (Amia calva). Hyomandibula je označena písmenem h (horní obrázek, pravý horní roh)

Hyomandibula (latinsky os hyomandibulare), z řec. hyoeides – ypsilonovitý (υ), a mandibula – čelistní kost, je shluk kostí, který tvoří horní a nejvýznamnější součást původního jazylkového (hyoidního) žaberního oblouku obratlovců. U vodních obratlovců připojuje čelisti ke zbytku lebky. U suchozemských obratlovců začala hyomandibula sloužit rovněž k přenosu zvukových vln k orgánům sluchu a tato funkce se po přestavbě lebky stala primární: v evoluci totiž z hyomandibuly vznikl třmínek (stapes) ve středoušní dutině.